# Михаил (Микицей)
Михаил Микицей (укр. Михайло Микицей, исп. Miguel Mykycej; 17 октября 1934, село Горохолина, Станиславовский повят, Польша — 20 мая 2017, Буэнос-Айрес, Аргентина) — епископ Украинской грекокатолической церкви, епископ епархии Покрова Пресвятой Богородицы в Буэнос-Айресе с 24 апреля 1999 года по 10 апреля 2010 года. Член монашеской конгрегации «Сыновья Божественного Провидения».

## Биография
Родился 17 октября 1934 года в многодетной крестьянской семье Василия Микицея и Марии Мартынюк в селе Горохолина Станиславовского повята. В 1938 году его семья эмигрировала в Парагвай, где поселилась в колонии Фрам. В 1945 году семья Михаила Микицея переехала в Аргентину, в город Авильянеда.
1 марта 1948 вступил в семинарию орионистов, где в 1957 году получил среднее образование и диплом учителя народной школы. В 1953 году вступил в монашескую конгрегацию «Сыновья Божественного Провидения». 12 февраля 1954 принёс монашеские обеты.
С 1959 года изучал богословие в Папском Латеранском университете, где в 1963 году получил степень лиценциата теологии. В 1962 году апостольский экзарх Андрей Сапеляк рукоположил его в дьяконы и 21 апреля 1963 года был рукоположен в священники в Малой украинской семинарии в Риме.
В 1963 году возвратился в Аргентину, где преподавал в Институте Святого дона Орионе. С 1965 по 1984 год — директор этого же образовательного учреждения.
23 июня 1990 года Римский папа Иоанн Павел II назначил его вспомогательным епископом епархии Покрова Пресвятой Богородицы в Буэнос-Айресе и титулярным епископом Назианзина. 14 октября 1990 года в соборе Покрова Пресвятой Богородицы в Буэнос-Айресе состоялась его хиронония, которую совершил епископ Андрей Сапеляк в сослужении с епископом епархии Святого Иоанна в Куритибе Ефремом Крывым и епископом Сан-Роке-де-Пресиденсиа-Роке-Саэнс-Пенья Абелардо Франсиско Сильвой.
20 января 1998 года Папа Римский Иоанн Павел II принял отставку Андрея Сапеляка и назначил Михаила Микицея апостольским администратором епархии Покрова Пресвятой Богородицы в Буэнос-Айресе. 24 апреля 1999 года он был назначен епископом этой же епархии.
10 апреля 2010 года подал в отставку.
Умер 20 мая 2017 года в Аргентине. Похороны состоялись 22 мая.